# Salacia macrophylla
Salacia macrophylla är en benvedsväxtart som beskrevs av Bl. Salacia macrophylla ingår i släktet Salacia och familjen Celastraceae. Inga underarter finns listade.